# Чемпионат мира по шоссейным велогонкам 1966
Чемпионат мира по шоссейным велогонкам 1966 года проходил на трассе Нюрбургринг в районе Нюрбурга (ФРГ).

## Призёры
| Велогонка     | Золото                                                                   | Золото   | Серебро                                                                   | Серебро     | Бронза                                                                      | Бронза      |
| ------------- | ------------------------------------------------------------------------ | -------- | ------------------------------------------------------------------------- | ----------- | --------------------------------------------------------------------------- | ----------- |
| Мужчины       |                                                                          |          |                                                                           |             |                                                                             |             |
| Профессионалы | Руди Альтиг ФРГ                                                          | 7ч21’10" | Жак Анкетиль · Франция                                                    | то же время | Раймон Пулидор · Франция                                                    | то же время |
| Любители      | Эверт Долман · Нидерланды                                                |          | Лесли Вест · Великобритания                                               |             | Вилли Скиббю · Дания                                                        |             |
| Команды       | Дания · Вернер Блаудзун · Йёрген Хансен · Оле Хойлунд · Флемминг Висборг |          | Нидерланды · Эдди Беухолс · Тимен Грун · Хенри Стевенс · Маринус Вагтманс |             | Италия · Аттилио Бенфатто · Лучиано Далла Бона · Мино Денти · Пьетро Гуэрра |             |
| Женщины       |                                                                          |          |                                                                           |             |                                                                             |             |
|               | Ивонна Рейндерс · Бельгия                                                |          | Корнелия ван Остен-Хаге · Нидерланды                                      |             | Айно Пуронен · СССР                                                         |             |